# Polygala mossamedensis
Polygala mossamedensis är en jungfrulinsväxtart som beskrevs av Jorge Américo Rodrigues Paiva. Polygala mossamedensis ingår i släktet jungfrulinssläktet, och familjen jungfrulinsväxter. Inga underarter finns listade i Catalogue of Life.